# 霍爾姆
57°09′N 31°11′E / 57.150°N 31.183°E
霍爾姆（俄语：Холм）是俄羅斯諾夫哥羅德州的一個城市，位於大諾夫哥羅德以南200公里洛瓦季河畔。2002年人口為4,325人。
1144年首見於文獻。1777年設市。